# 斎藤要
斎藤 要（さいとう かなめ、1922年9月14日 - 2004年9月23日）は、日本の農学者。農学博士（北海道大学）。小樽商科大学名誉教授。元小樽短期大学学長。専門は物理化学、商品科学。

## 経歴
北海道小樽市出身。1946年（昭和21年）北海道帝国大学農学部卒業。1951年（昭和26年）北海道大学大学院特別研究生課程修了。同年10月、北海道大学農学部非常勤講師、同年12月鹿児島大学助教授。1960年、北海道大学農学博士（「魚類血清蛋白質の組成に関する比較生化学的研究」） 。1962年（昭和37年）小樽商科大学商学部助教授。翌年、同教授。1986年（昭和61年）小樽商科大学停年退職、同大学名誉教授。同年10月、小樽女子短期大学教授。1989年、同大学学長。
1999年、勲三等旭日中綬章を受章。2004年9月23日、大腸癌のため死去。

## 主要論文
- 『魚類血液の生化学的研究 - V : 魚類血液の呼吸要素に就て』（鹿児島大学水産学部紀要 3巻、1953年）
- 『原子力の利用に伴う環境の放射能汚染について』（小樽商科大学人文研究 26巻、1963年）
- 『国際印度洋調査(IIOE)とSCOR-UNESCO化学比較作業について』（小樽商科大学人文研究 34巻、1967年）